# RASCOM
La Organización Regional Africana de Comunicaciones por Satélite (RASCOM) proporcionará servicios de telecomunicaciones, servicios de transmisión directa de televisión y acceso a Internet en las zonas rurales de África. En virtud de un acuerdo con RASCOM, RascomStar-QAF (una empresa privada registrada en Mauricio ) implementará el primer proyecto de 14 satélites de comunicaciones de RASCOM. Se espera que este proyecto africano conjunto reduzca la dependencia del continente de las redes satelitales internacionales como Intelsat .

## RASCOM-QAF1
RASCOM-QAF1 es el primer satélite enteramente dedicado al continente africano. Thales Alenia Space construyó el satélite en el Centro Espacial Cannes Mandelieu, Francia . La compañía ha puesto en órbita el satélite y suministrará la infraestructura terrestre necesaria para operarlo. La nave espacial se basa en la plataforma Spacebus 4000B3, con una carga útil de doce transpondedores de banda Ku y ocho transpondedores de banda C. Pesaba unos 3200 kilogramos (7054,8 lb) en el lanzamiento.
El lanzamiento a bordo de un cohete Ariane 5GS tuvo lugar el 2007-12-21. El 29 de diciembre de 2007, Thales Alenia Space anunció que una fuga de helio a bordo de la nave retrasaría su activación. El 8 de enero de 2008, la compañía anunció que se elevaría el perigeo de la órbita del satélite y también reconoció que si el satélite finalmente alcanzaba la órbita geoestacionaria, su vida útil se reduciría significativamente. El 2008-02-04, Thales Alenia Space anunció que el satélite había alcanzado su órbita geoestacionaria prevista en 2,85° Este. Esperan que su vida útil sea un poco más de 2 años.

## RASCOM-QAF1R
El 09-09-2008, Thales Alenia Space anunció que suministraría a RASCOMSTAR-QAF un nuevo satélite que brindará continuidad de servicio a los clientes de RASCOMSTAR-QAF. Al igual que RASCOM-QAF1, RASCOM-QAF1R se basará en la plataforma Spacebus 4000 B3 y estará equipado con doce transpondedores de banda Ku y ocho de banda C. El lanzamiento a bordo de un Ariane 5 ECA se produjo el 4 de agosto de 2010.